# Aleksandra Michalak-Lewińska

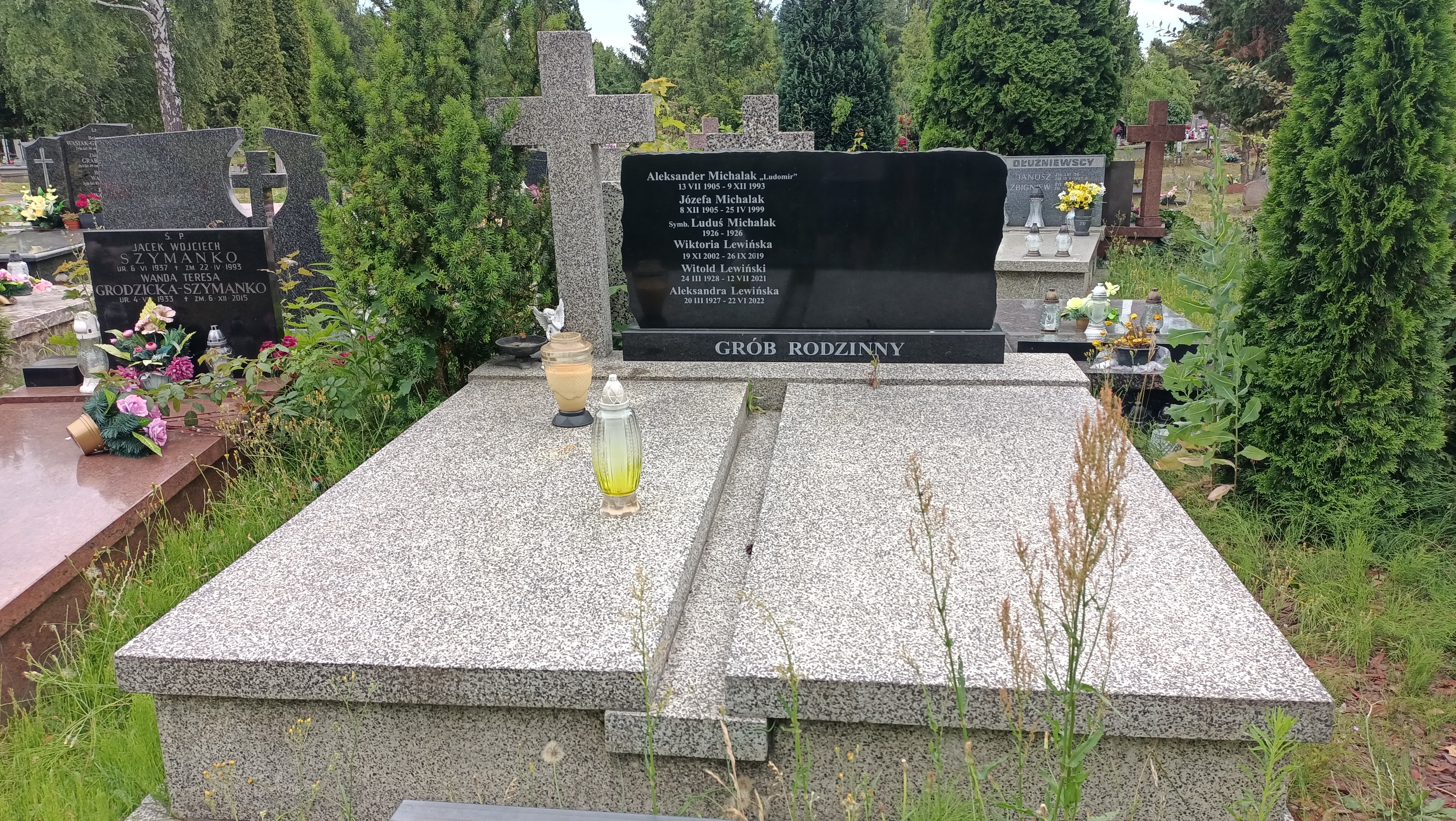
Grób Aleksandry Lewińskiej na Cmentarzu Komunalnym Północnym w Warszawie

Aleksandra Michalak-Lewińska, właśc. Aleksandra Maria Lewińska z domu Michalak (ur. 20 marca 1927 w Klementynowie k. Piotrkowa Trybunalskiego, zm. 22 czerwca 2022) – polska projektantka tkanin.

## Życiorys
Ukończyła studia na Wydziale Włókienniczym w Państwowej Wyższej Szkole Sztuk Plastycznych w Łodzi pod kierunkiem Marii Obrębskiej-Stieber (1953). Od 1951 pracowała w Zakładzie Tkanin Instytutu Wzornictwa Przemysłowego. Od 1960 pracowała w Zakładzie Estetyki Wnętrz IWP. W 1965 była stypendystką ONZ w Skandynawii, w następstwie czego zrealizowała prace i artykuły poświęcone wzornictwu fińskiemu. Od tego samego roku pracowała w Pracowni Barwy, gdzie opracowywała m.in. zagadnienia kolorystyki dla szkół podstawowych, od 1967 zaś kolorystyki naczyń emaliowanych. W latach 1969–1970 pracowała w Zakładzie Środowiskowych Inwencji Plastycznych IWP, podlegającym Wandzie Telakowskiej, w ramach którego organizowała amatorskie robotnicze zespoły twórcze na terenie Górnego Śląska i Zagłębia Dąbrowskiego. W latach 1971–1982 pracowała w Zakładzie Barwy i Światła IWP, gdzie realizowała m.in.: atlasy i wzorniki barw odnoszące się do wyposażenia wnętrz mieszkalnych, oceny barwności w architekturze i opracowanie tabel barw środowiska przyrodniczego. Od 1980 była członkinią międzyzakładowego Zespołu zajmującego się tematem standaryzacji we wzornictwie.
Jednocześnie, w trakcie pracy w IWP była inspektorką wzornictwa w Ministerstwie Przemysłu Lekkiego (1952–1953), następnie konsultantką w Zjednoczeniu Tkanin Jedwabnych i Dekoracyjnych (1954–1967), kierowniczką artystyczną i projektantką w Zakopiańskich Warsztatach Wzorcowych „Cepelia” (1955–1972) oraz główną specjalistką ds. wzornictwa w Centralnego Ośrodka Badawczo-Rozwojowego Przemysłu Lniarskiego w Żyrardowie (1972–1989).

### Życie prywatne
Pochowana została na cmentarzu Komunalnym Północnym w Warszawie (kwatera: O-I-12, rząd: 4, grób: 7).

## Działalność artystyczna
Była projektantką tkanin unikatowych, m.in. kilkudziesięciu wzorów gobelinów, kilimów, sumaków i dywanów. Jej prace są elementem stałej ekspozycji wzornictwa w Muzeum Narodowym w Warszawie.
Były wystawiane na wystawach krajowych i zagranicznych, w tym m.in.:
- „Wiecznie Młode-Polski Vintage” (2007);
- „Chcemy być nowocześni” (2011);
- Wystawa w Galerii WZ w Warszawie (2021[2]).

## Publikacje
- Zarys technologii druku na tkaninie. Warszawa: Wydawnictwo Przemysłu Lekkiego i Spożywczego (współautor: Bolesław Tarchalski, 1964)
- Drogi do fińskiego wzornictwa. Warszawa: Instytut Wzornictwa Przemysłowego (1989)[2]

## Odznaczenia
- Srebrny Krzyżem Zasługi,
- Odznaka „Zasłużony Działacz Kultury”[2].